# Yehoshua Kenaz
Yehoshua Kenaz (Petah Tikva, 2 maart 1937 – 12 oktober 2020) was een Israëlisch romanschrijver.

## Levensloop
Kenaz werd geboren in Petah Tikva, in het toenmalige Britse Mandaatgebied Palestina, als Yehoshua Glass. Tijdens de Tweede Wereldoorlog verhuisde het gezin naar Haifa. Na de oorlog veranderde hij zijn naam in Kenaz, naar Otniël Ben Kenaz, een bijbels figuur. Hij kreeg bekendheid in Israël in 1986 nadat zijn roman Infiltration een bestseller was geworden. Op 12 oktober 2020 overleed hij op 83-jarige leeftijd aan COVID-19.
- Bibliothèque nationale de France: cb124421430 (data)
- Catàleg d'autoritats de noms i títols de Catalunya: 981058517968706706
- CiNii: DA08455274
- Gemeinsame Normdatei: 122559274
- International Standard Name Identifier: 0000 0004 0231 8418
- Library of Congress Control Number: n85361412
- Nationale Bibliotheek van Tsjechië: zmp2017942269
- Nationale bibliotheek van Australië: 35465729
- Nationale Bibliotheek van Israël: 987007263739605171
- Nederlandse Thesaurus van Auteursnamen: 074380702
- Istituto Centrale per il Catalogo Unico: CFIV182809
- Système universitaire de documentation: 033565791
- Trove: 962968
- Virtual International Authority File: 103974
- WorldCat: E39PBJq6WhjCRv9PXYQw3FTWDq